# Marco (Ceará)
Marco is een gemeente in de Braziliaanse deelstaat Ceará. De gemeente telt 24.622 inwoners (schatting 2009).